# Tour della nazionale maschile di rugby a 15 della Scozia 2002
Tra le due edizioni del 1999 e del 2003 della coppa del mondo di rugby, la nazionale di rugby XV della Scozia si è recata più volte in tour oltremare.
| 6 giugno 2002 | Canada East | 8 – 38 | Scozia XV |  |

| Toronto 8 giugno 2002 | Canada XV | 8 – 33 | Scozia XV |  |

| Toronto 12 giugno 2002 | West Canada | 9 – 24 | Scozia XV |  |

| Vancouver 15 giugno 2002 | Canada | 26 – 23 | Scozia |  |

| Portland 18 giugno 2002 | USA A | 8 – 24 | Scozia XV |  |

| San Francisco 22 giugno 2002 | Stati Uniti | 23 – 65 | Scozia |  |